# Scooter Braun

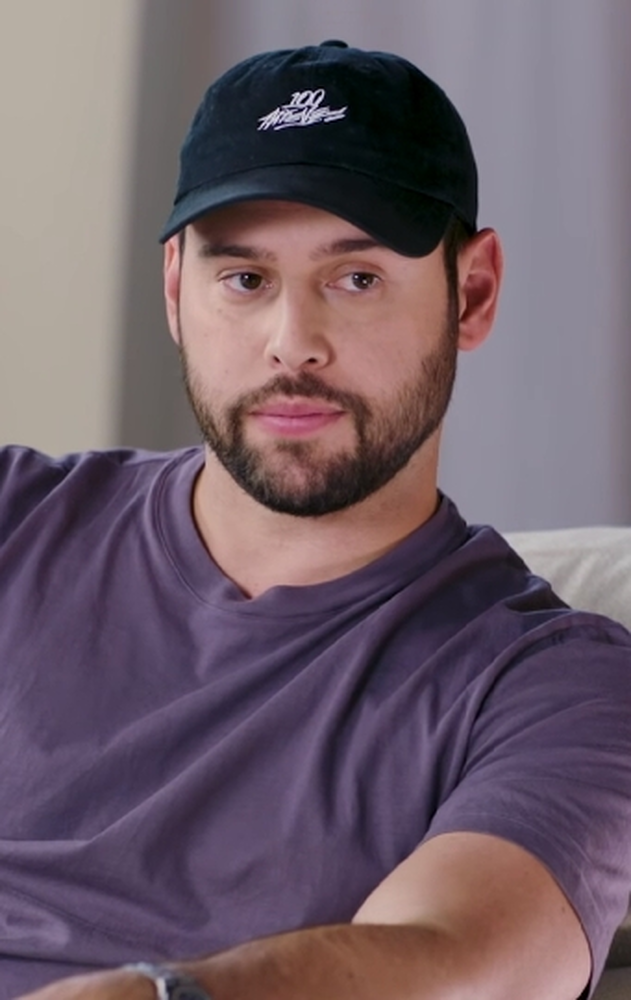
Scooter Braun (2020)

Scooter Braun (* 18. Juni 1981 in New York; eigentlich Scott Braun) ist ein US-amerikanischer Unternehmer, Talentmanager und Investor. Als Gründer des Unterhaltungs- und Medienunternehmens SB Projects repräsentiert Braun unter anderem Justin Bieber, Psy, Carly Rae Jepsen, J Balvin, Ariana Grande,  Demi Lovato, Kanye West und Tori Kelly. Er wurde 2016 für einen Grammy Award nominiert.

## Frühe Jahre
Braun wurde in New York als Kind der konservativ-jüdischen Eltern Ervin und Susan (geborene Schlussel) Braun geboren. Ervins Eltern „waren mit knapper Not“ dem Holocaust entkommen und lebten bis 1956 in Ungarn. Kurz vor dem Einmarsch der Sowjetunion zur Niederschlagung des Ungarischen Volksaufstandes flohen sie in die Vereinigten Staaten. Ervin wuchs in Queens auf und wurde Zahnarzt; Susan Schlussel Braun war Kieferorthopädin. Nach ihrer Heirat zogen sie nach Greenwich im Bundesstaat Connecticut.
Braun hat vier Geschwister: Liza, Cornelio, Sam und Adam Braun. Adam Braun ist der Gründer von Pencils of Promise, einem Wohltätigkeitsverein, der sich auf den Bau von Schulen in Entwicklungsländern konzentriert.
Braun wuchs in Cos Cob, einem Stadtteil von Greenwich, auf und besuchte die Greenwich High School, wo er zum Klassensprecher gewählt wurde. Im Alter von 13 bis 18 Jahren spielte er Basketball in der Amateur Athletic Union mit den Connecticut Flames. Als Braun 17 war, adoptierten seine Eltern Sam Mahanga und Cornelio Giubunda, ehemalige Mitglieder des Juniorennationalteams von Mosambik. Da er zu der Zeit ohne Team war, da das Basketball-Sportprogramm verdrießlich geworden war, rekrutierte Ervin Braun diese für ein All-Star-Turnier. Mahanga und Giubunda wurden Stars im Basketballteam der Greenwich High School, obwohl sie von Fans mit Zwischenrufen gestört wurden – eine Sache, welche die Brauns enorm mitnahm. Während er an der Greenwich High School war, nahm Braun an einem Video-Dokumentationsfilme-Wettbewerb anlässlich das National History Day teil und zwar mit einem 10-minütigen Video unter dem Titel „The Hungarian Conflict“ (Der Ungarnkonflikt) zum Thema Juden in Ungarn vor, während und nach dem Holocaust. Der Film gewann bei regionalen und bundesstaatlichen Wettbewerben und erhielt dann insgesamt den dritten Platz. Ein Mitglied der Familie Braun sandte den Film an das Büro von Regisseur Steven Spielberg, der das Video von Braun beim United States Holocaust Memorial Museum einreichte. Braun meinte, dass die Bestätigung von Spielberg einer der inspirierendsten Momente seines Lebens war.
Braun ging an der Emory University in Atlanta aufs College, wo er auch College-Basketball bis in sein zweites College-Jahr spielte. Nachdem ihm von Jermaine Dupri die Position des Marketingleiters für sein Label „So So Def“ angeboten wurde, verließ Braun Berichten zufolge die Universität ohne Abschluss.

## Berufslaufbahn

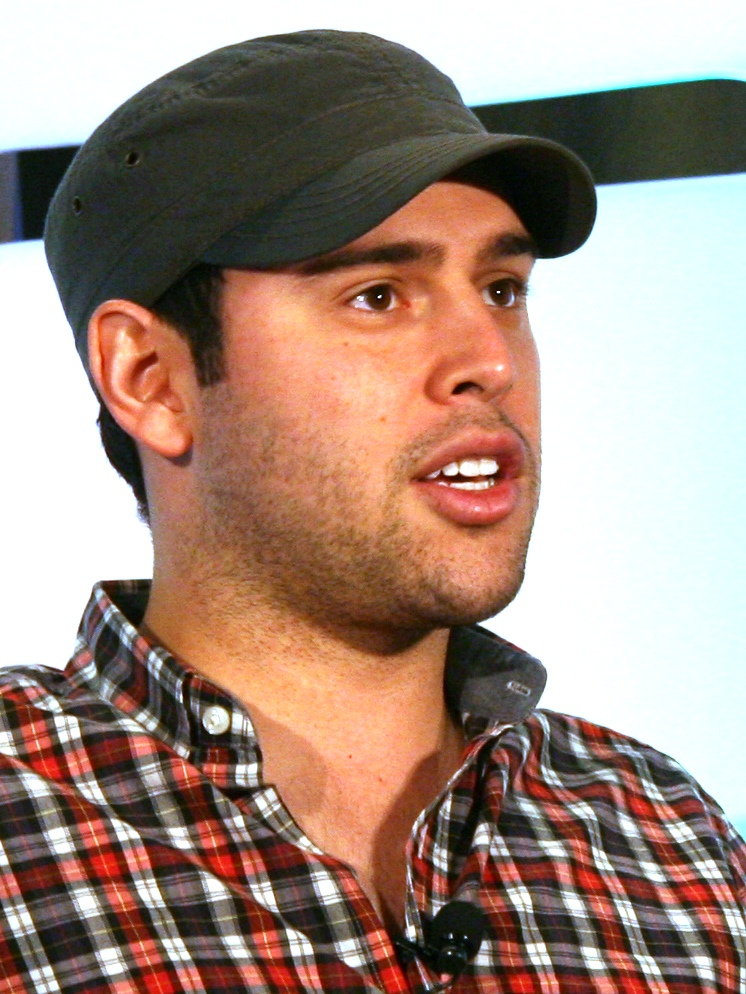
Braun beim Tech Crunch Disrupt 2010

Braun begann seine Berufslaufbahn mit der Organisation von Partys, während er an der Emory University in Atlanta studierte. 2002 wurde Braun mit der Planung von After-Partys in jeder der fünf Städte der Anger Management Tour mit Ludacris und Eminem beauftragt. Dieser Start in die Welt des Hip-Hop führte Braun zu Produzent Jermaine Dupri, dem Direktor von So So Def Recordings. Braun war 19 Jahre alt, als Dupri ihm eine Position im Marketing von „So So Def“ anbot und 20 als Dupri ihn zum Exekutivdirektor für Marketing von „So So Def“ ernannte. Als er noch im zweiten Jahr bei Emory war, arbeitete Braun bei „So So Def“ und betrieb sein Party-Promotion-Geschäft. Einige seiner größeren Veranstaltungen waren Partys für das 2003 NBA All-Star Game und After-Partys auf der Onyx Hotel Tour von Britney Spears. Braun verließ „So So Def“, um ein privates Unternehmen mit Marketing-Geschäft, Musiklabel und Künstlermanagement zu gründen. Er begann sein eigenes Marketing-Geschäft, indem er eine 12-Mio-USD-Kampagne zwischen Ludacris und Pontiac aushandelte; das Musikvideo für Ludacris' Two Miles an Hour zeigte einen Pontiac und in Pontiac-Werbespots lief der Song.
Braun sah Justin Bieber zum ersten Mal auf YouTube, wo der 12-Jährige einen Song von Ne-Yo sang. Braun wandte sich an Biebers Mutter, Pattie Mallette, die sich bereit erklärte, ihren Sohn für einen Versuchszeitraum, der an keine Bedingungen geknüpft war, nach Atlanta zu bringen. Letztendlich überzeugte Braun die beiden, permanent von Kanada in die Vereinigten Staaten zu ziehen. Nach weiterem Erfolg online schlug Braun Bieber den zwei erfolgreichen Künstlern Usher und Justin Timberlake vor; beide waren interessiert. Schließlich unterschrieb Bieber einen Vertrag mit Ushers Mentor, Musikmanager L.A. Reid, und zwar The Island Def Jam Music Group in Partnerschaft mit der Raymond-Braun Media Group.
Im Juli 2019 kaufte Braun das Musiklabel Big Machine, welches bis dahin die Rechte an allen Alben von Taylor Swift besaß. The Wall Street Journal schätzte den Deal auf 300 Millionen US-Dollar. Weitere Musiker unter Big Machine sind Florida Georgia Line, Thomas Rhett, Rascal Flatts und Lady Antebellum. Nachdem Braun sich weigerte Swift die Rechte an ihren Alben zu verkaufen, begann Swift damit, alle ihre Alben erneut selbst produziert rauszubringen. Diese sind unter der Titel-Anmerkung „(Taylor’s Version)“ zu erkennen.
Im April 2021 verkaufte Braun seine Ithaca Holding für fast 1 Milliarde US-Dollar an die Big Hit America Inc., eine Tochter der Hybe Corporation.

### Film und Fernsehen
Braun produzierte „Never Say Never“, einen Dokumentarfilm über den Pop-Start von Justin Bieber, den MTV 2011 als „einen der Musik-Dokumentarfilme mit den höchsten Einspielergebnissen der US-Geschichte bezeichnete.“ Das Budget für den Film betrug 13 Mio. USD, er spielte über 100 Mio. USD weltweit ein und ist bis heute der größte Kassenschlager unter Dokumentarfilmen. Braun ist außerdem ausführender Produzent der Fernsehserie „Scorpion“ auf CBS. Sein erster Versuch an einer Fernsehserie, „Scorpion“, lief vier Staffeln und überstieg 26 Millionen Zuschauer bei der Premiere 2014. 2018 berichtete Variety, dass das Fernsehstudio FX einen Pilot einer unbetitelten Comedy-Serie in Auftrag gab, die von Braun produziert wurde und bei der der Schauspieler Kevin Hart und der Rapper Lil Dicky mitspielten.

### SB Projects
2007 gründete Braun SB Projects, ein Full-Service-Entertainment- und Marketing-Unternehmen, zu dem eine Reihe von Unternehmen wie Schoolboy Records, SB Management und Sheba Publishing, eine Songwriting-Firma, gehören. Zur Gruppe gehört auch RBMG, ein Gemeinschaftsunternehmen von Braun und Usher. School Boy Records hat einen Musikvertriebsvereinbarung mit der Universal Music Group. Anfang 2013 ging Ariana Grande zu Scooter Brauns Management und 2016 bestätigte das Label von Grande, Republic Records, dass Braun als ihr Hauptmanager fungierte und alle Aspekte ihrer Karriere handhabte. SB Ventures kümmert sich auch um Fernsehkampagnen, Branding, Musik-Licensing-Geschäfte und Sponsoring für Tourneen – wie u. a. die Unterstützung von Calvin Klein für die Purpose World Tour von Justin Bieber 2016–2017. Das Unternehmen handelte auch eine Partnerschaft zwischen Kanye West und der Turnschuhmarke Adidas aus.
Ithaca Ventures, Brauns Holdinggesellschaft, zu der SB Projects gehört, sammelte 120 Mio. USD für Risikokapital im Jahr 2010 für Investitionen wie beispielsweise in Uber, Spotify und Editorialist. Fortune berichtete, dass Ithaca Ventures eine Beteiligung an sieben der größten Musik-Management-Unternehmen des Landes besitzt. Medienkanäle berichteten, dass Ithaca – mit 500 Mio. USD unter Verwaltung im Jahr 2018 – GoodStory Entertainment, eine Kollaboration zwischen Braun und dem Entertainment-Manager J.D. Roth, bei der Akquisition improvisierter, Live-Events und Dokumentarfilme unterstützen würde.

### Mythos Studios
Die „New York Times“ berichtete 2018, dass Braun gemeinsam mit David Maisel, dem Gründungsvorsitzenden von Marvel Studios, Mythos Studios gründen wird, um Comicbuch-Filmfranchises im Realfilm- und Animationsformat zu bilden.

### Auszeichnungen
Braun erschien am 11. August 2012 auf der Titelseite von Billboard in der Sonderausgabe „Forty Under Forty“ (Vierzig unter vierzig) unter der Überschrift „Scooter Braun and Other Power Players on the Rise“ (Scooter Braun und weitere aufsteigende Power-Player). Braun erschien auf der Time 100 Liste für 2013. Außerdem war er zum zweiten Mal auf der Titelseite von Billboard in der Ausgabe vom 20. April 2013 zusammen mit Guy Oseary und Troy Carter. 2016 erhielt Scooter die Auszeichnung „Best Talent Manager“ (Bester Talentmanager) auf den 3. jährlichen „International Music Industry Awards“, die von Shazam auf der 12. jährlichen MUSEXPO in Los Angeles präsentiert wurde. 2017 erschien Braun sowohl auf der Titelseite der „Hitmakers“-Ausgabe von Variety Magazine und der „Gratitude“-Ausgabe des Magazins Success.
2018 wurde Braun mit dem Music Biz 2018 Harry Chapin Memorial Humanitarian Award für seine philanthropischen Bemühungen im Jahr 2017 ausgezeichnet.

## Soziales Engagement
Braun beteiligt sich auch weiterhin an verschiedenen Wohltätigkeitsorganisationen wie der Braun Family Foundation. Viele der Künstler, die Braun unter Vertrag nimmt, beteiligen sich an verschiedenen wohltätigen Initiativen. Braun ist am besten für seine Unterstützung von „Pencils of Promise“ bekannt, das von seinem jüngeren Bruder, Adam Braun, gegründet wurde. Der jüngere Bruder erhielt die Inspiration dazu, als er ein Kind in Indien nach seinen Wünschen fragte, worauf er die Antwort „einen Bleistift“ erhielt. Das veranlasste Adam Braun dazu, „Pencils of Promise“ zum Aufbau von Schulen in Entwicklungsländern zu gründen. Braun und Bieber haben sich aktiv für die Organisation eingesetzt. Der Wohltätigkeitsverein hat zum Bau von über 200 Schulen in Asien, Afrika und Lateinamerika beigetragen. Billboard berichtete, dass Scooter Braun – gemeinsam mit Kunden und seinen Unternehmen – bis 2017 mehr Wünsche für Make-A-Wish gewährt hat, als jede andere Organisation in der Geschichte der Stiftung. Scooter Braun wurde auf den 2016 Billboard Touring Awards mit dem Humanitarian Award für seine Unterstützung von „Pencils of Promise“, Make-A-Wish Foundation und „Fuck Cancer“ ausgezeichnet.
2017 bezeichnete das Billboard-Magazin Scooter Braun als den „Rettungsdienst“ der Musikindustrie, als er das Benefizkonzert One Love Manchester und den Telethon Hand in Hand: A Benefit for Hurricane Relief innerhalb von ein paar Monaten organisierte und produzierte. Im März 2018 organisierten George Clooney, Braun und sein Team March for Our Lives, eine von Studenten angeführte Demonstration für striktere Waffengesetze, die in Washington, D.C. stattfand. Vox berichtete, dass der Demonstrationszug der größte in der Geschichte des Kapitols seit dem Vietnamkrieg war.

## Privat
2013 begann Braun mit der kanadischen Gesundheitsaktivistin, Philanthropin und Gründerin von „Fuck Cancer“, Yael Cohen, eine Beziehung. Das Paar heiratete am 6. Juli 2014 in Whistler, British Columbia, Kanada. Am 6. Februar 2015 kam ihr erstes Kind, Jagger Joseph Braun, in Los Angeles zur Welt. Ihr zweites Kind, Levi Magnus Braun, wurde am 29. November 2016 geboren. 2022 ließ sich das Paar scheiden.
CNBC berichtete, dass Braun eine Reihe von Investitionen in Startups wie Uber, Lyft, Spotify, DropBox, Grab und Casper getätigt hat.